# Медрасен
Медрасен — 19-метрова піраміда, яка розташована на території Бумія в місті Батна (Алжир), що була гробницею для нумідійських царів. Побудована в III столітті до нашої ери (приблизно 220 р до н.е.). Це найстаріша королівська гробниця в Магрибі. Згідно з середньовічними істориками, Медрасен отримав свою назву від царя Нумідії Імедрасена. Медрасен в 2002 році був заявлений для включення до Списку всесвітньої спадщини ЮНЕСКО.
Піраміда Медрасен входить в число 100 найбільш зникаючих пам'яток на планеті.

## Характеристика
Піраміда сягає понад 18 м заввишки. Має 176 м в окружності у своїй основі або 59 м у діаметрі і 40 м  в окружності на верхньому рівні. Являють собою круглу піраміду із 24 щаблів, які зменшуються від основи до вершини. Квадратні стінки основи перериваються 60 доричними півколоннами і трьома фальшивими дверима. Здалеку гробниця виглядає як пагорб.
Всередині усипальниці знаходиться прямокутна камера розміром 3,3 на 1,5 м з вівтарями по сторонах, на яких не виявлено жодних рештків людей.